# Splintholz

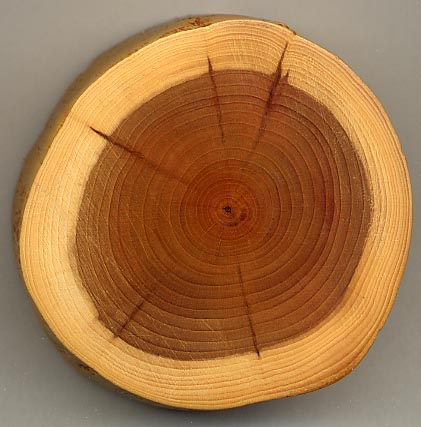
Querschnitt durch einen Eiben-Stamm (das helle Splintholz ist farblich deutlich vom dunklen Kernholz abgesetzt)

Splintholz ist das junge, physiologisch aktive Holz unterhalb des Kambiums im Stamm eines Baumes. Seine Kapillaren leiten Wasser und Nährsalze in die Baumkrone und speichern Zucker und Stärke im Parenchym. Mit zunehmendem Alter verliert das Splintgewebe an Lebenskraft und verwandelt sich bei manchen Baumarten in Kernholz. Diesen Vorgang nennt man Verkernung. Kern- und Splintholz unterscheiden sich hinsichtlich Dichte und Festigkeit. Splintholz ist weicher und deshalb bei vielen Baumarten nicht nutzbar.
Splintholzbäume sind Bäume mit ausbleibender Kernholzbildung, es bestehen also keine Farb- und Feuchteunterschiede zwischen Kern- und Splintholz. Hierzu gehören z. B. Birke, Erle und Berg- und Spitzahorn. Ihr Holz hat über den gesamten Querschnitt Splintholzcharakter. Das Holz dieser Bäume neigt zur Hohlraumbildung.
Für den Holzbau weist Splintholz keine natürliche Dauerhaftigkeit auf. Für Holz im Außeneinsatz wird der Splint daher bei der Verarbeitung entweder entfernt oder dessen Dauerhaftigkeit durch Einbringen chemischer Holzschutzmittel erhöht. Ein Beispiel für diesen Anwendungsbereich sind Holzmasten.
Nachteil des Splintholzes ist die Befallsgefahr durch Pilze, die Bläue verursachen und das Splintholz der Nadelbäume bevorzugen. Allerdings beeinträchtigen diese Pilze kaum die mechanischen Eigenschaften, sondern nur die visuelle Qualität.

## Wassergehalt
Der Wassergehalt frisch geschlagenen Holzes liegt im Allgemeinen zwischen etwa 40 und 60 Prozent. Er kann in Extremfällen, beispielsweise im Splintholz der Tanne, bis zu 67 % erreichen. Das Holz enthält in dem Fall also doppelt so viel Wasser wie feste Bestandteile.

## Mondringe
Bei Eichen und einigen anderen Baumarten treten häufig helle, konzentrische Zonen scheinbar unverkernten Holzes innerhalb des Kernholzes auf (Mondring). Dieses Merkmal wird oft fälschlicherweise als eingeschlossenes Splintholz bezeichnet. Es stellt jedoch kein Splintholz dar, sondern fehlerhaft verkerntes Holz. Als Ursache gelten Schädigungen des Parenchyms während der Verkernung infolge starker Fröste in Kombination mit Starkastbrüchen im Winter.